# Austin-Healey
Az Austin-Healey  versenyautóiról és 1953 - 1971 között készült sportautóiról nevezetes angol autómárka volt.

## Története
Az 1952. évi londoni autókiállítás szenzációja volt a Healey 100 jelű sportkocsi-prototípus, amelynek a sorozatgyártását nem a Donald Healey Motor Co., hanem az Austin Motor Co.Ltd., Longbridge, Birmingham cég kezdte meg. A kétüléses sportkocsit 2,7 l lökettérfogatú, felülszelepelt (OHV), négyhengeres Austin A90 jelű motor hajtotta. Több változatban készült az Austin-Healey 100 jelű modell, pl. Austin gyártmányú hathengeres, 2,6 l-es motorral. 1958-ban következett az Austin-Healey Sprite nevű kis sportkocsi, felülszelepelt (OHV) 948 cm3-es BMC-motorral, negyedelliptikus hátsó rugózással. Az MG ezt a modellt – mint annyi mást - Midget néven gyártotta. 1960-ban a modellt 2,9 l-es, hathengeres motorral látták el. 1967-ben a gyártást az MG cég vette át. A „békaszemű” (Frog Eye) autókból összesen 49 000 példány készült.
Austin-Healey versenyautók a Formula–1 és Le Mans-i 24 órás versenyeken is szerepeltek.

## Képgaléria

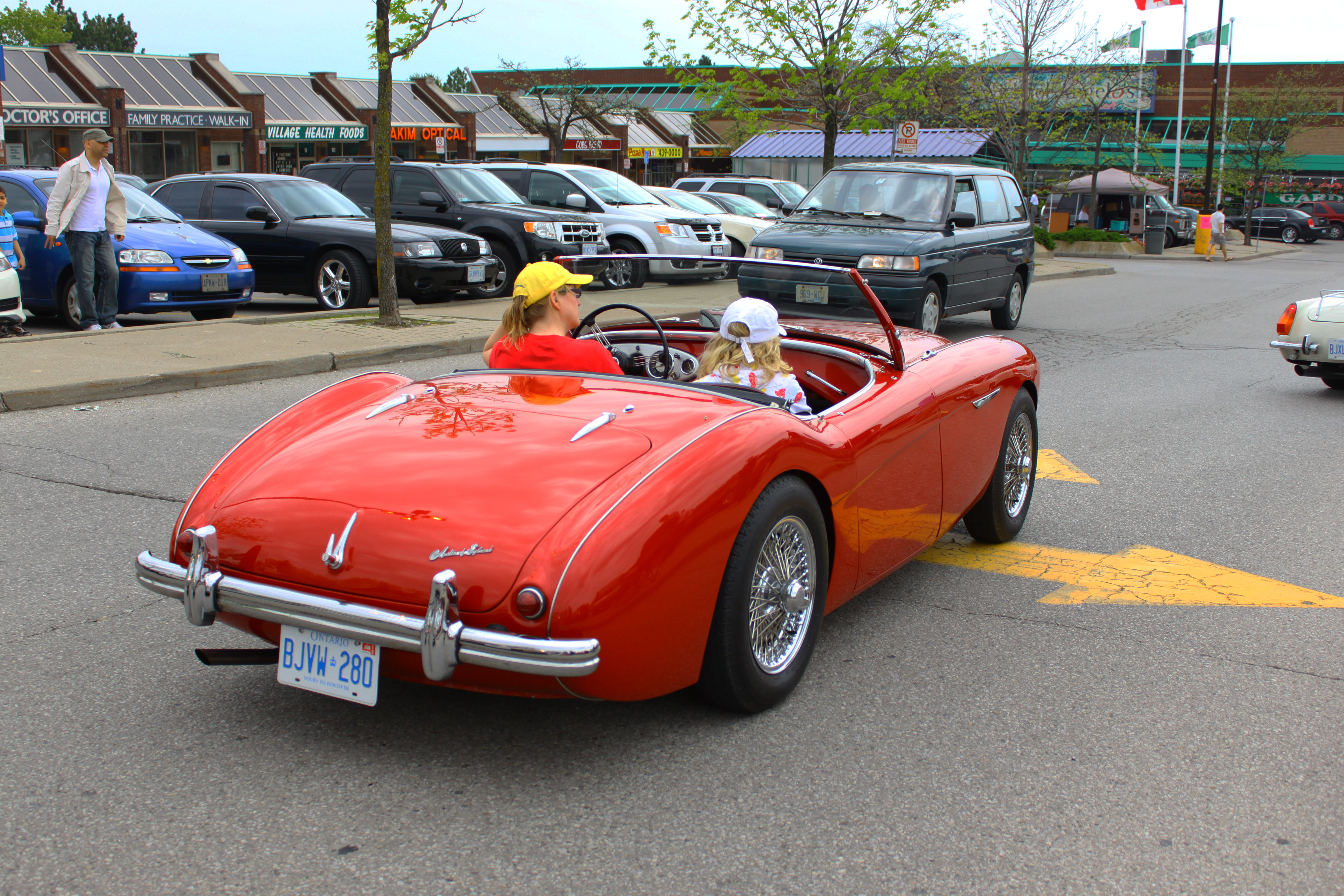
Egy Austin-Healey hátulnézetből
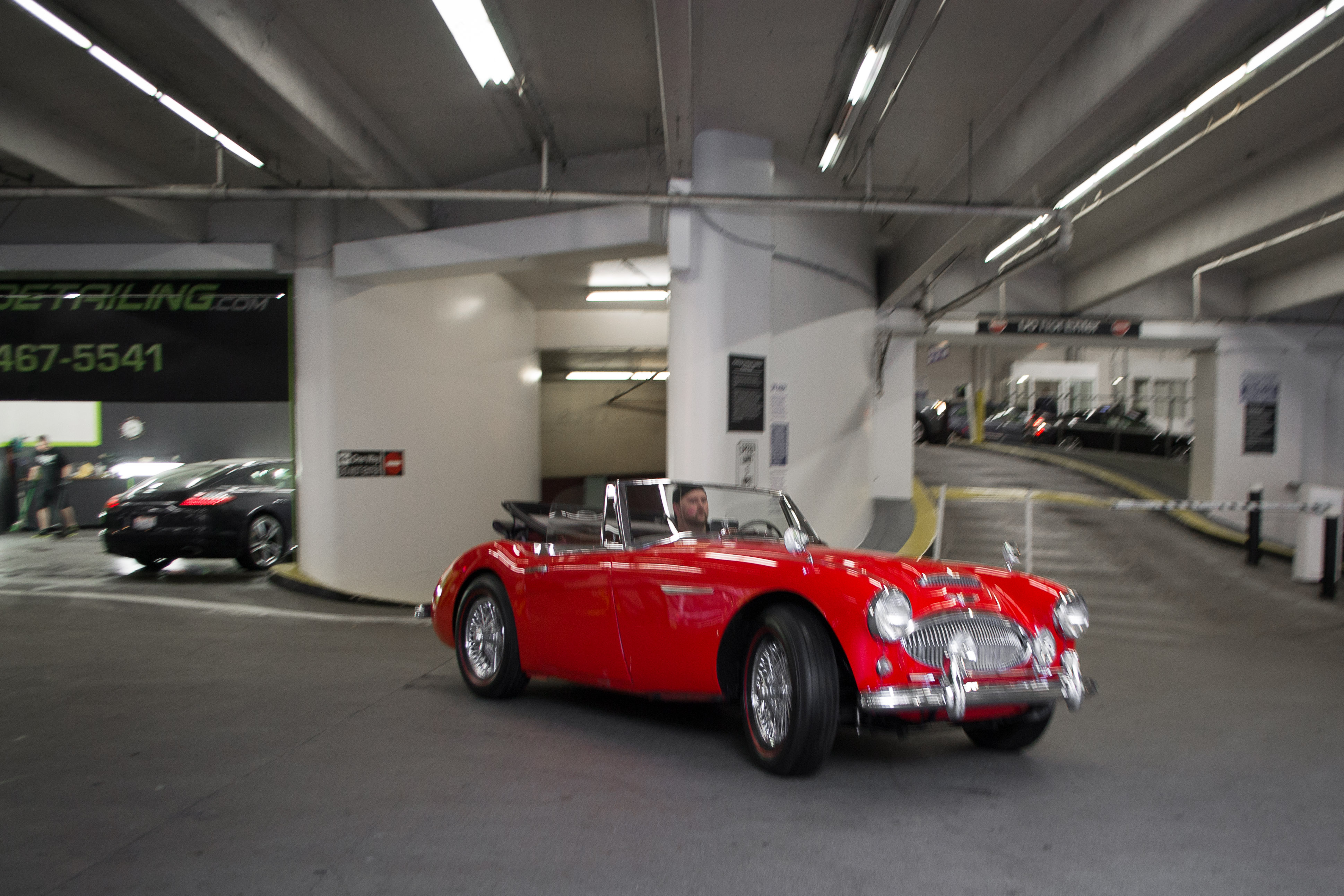
1966-os Austin-Healey 3000
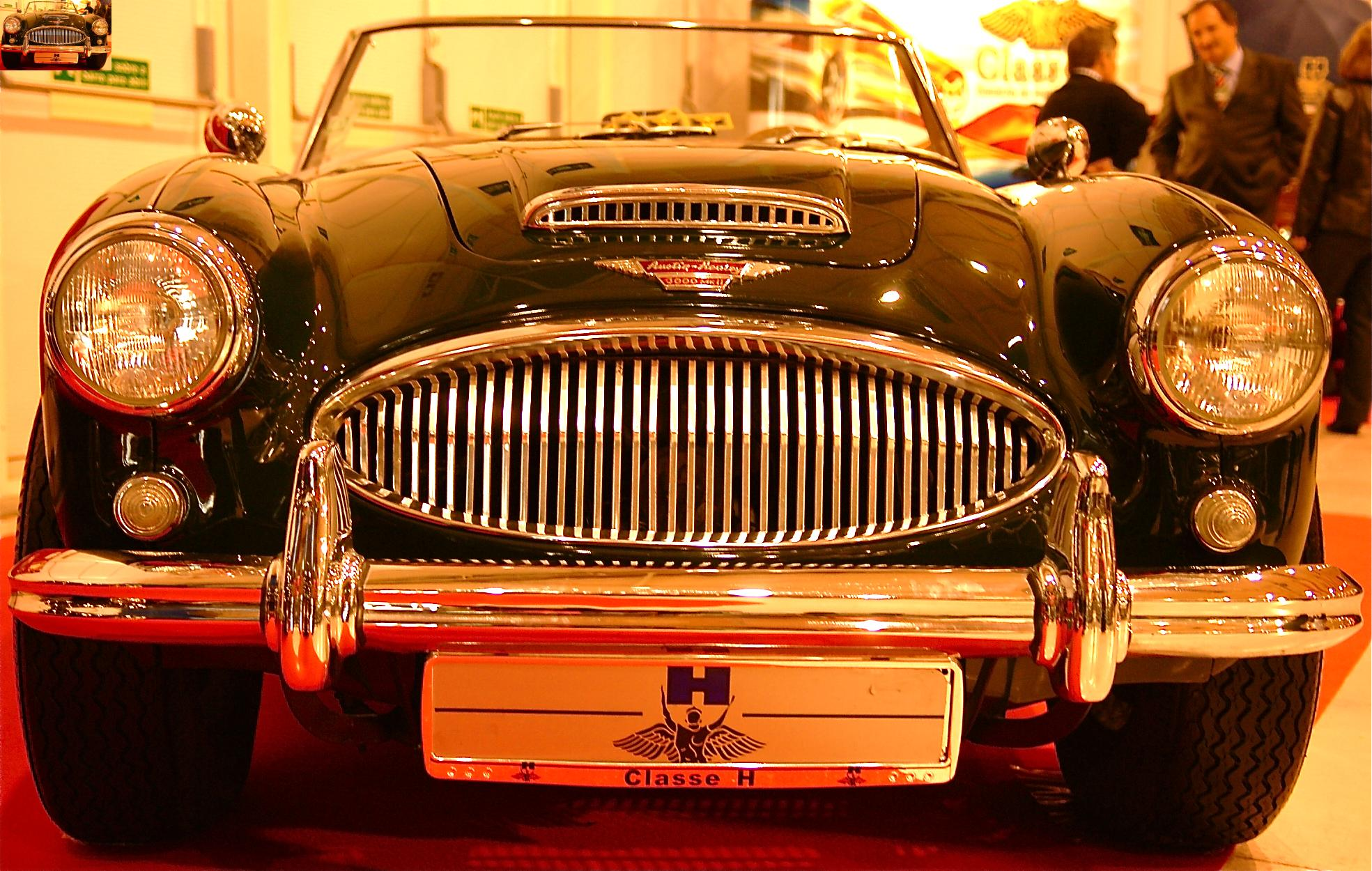
Austin-Healey 3000 MK II.
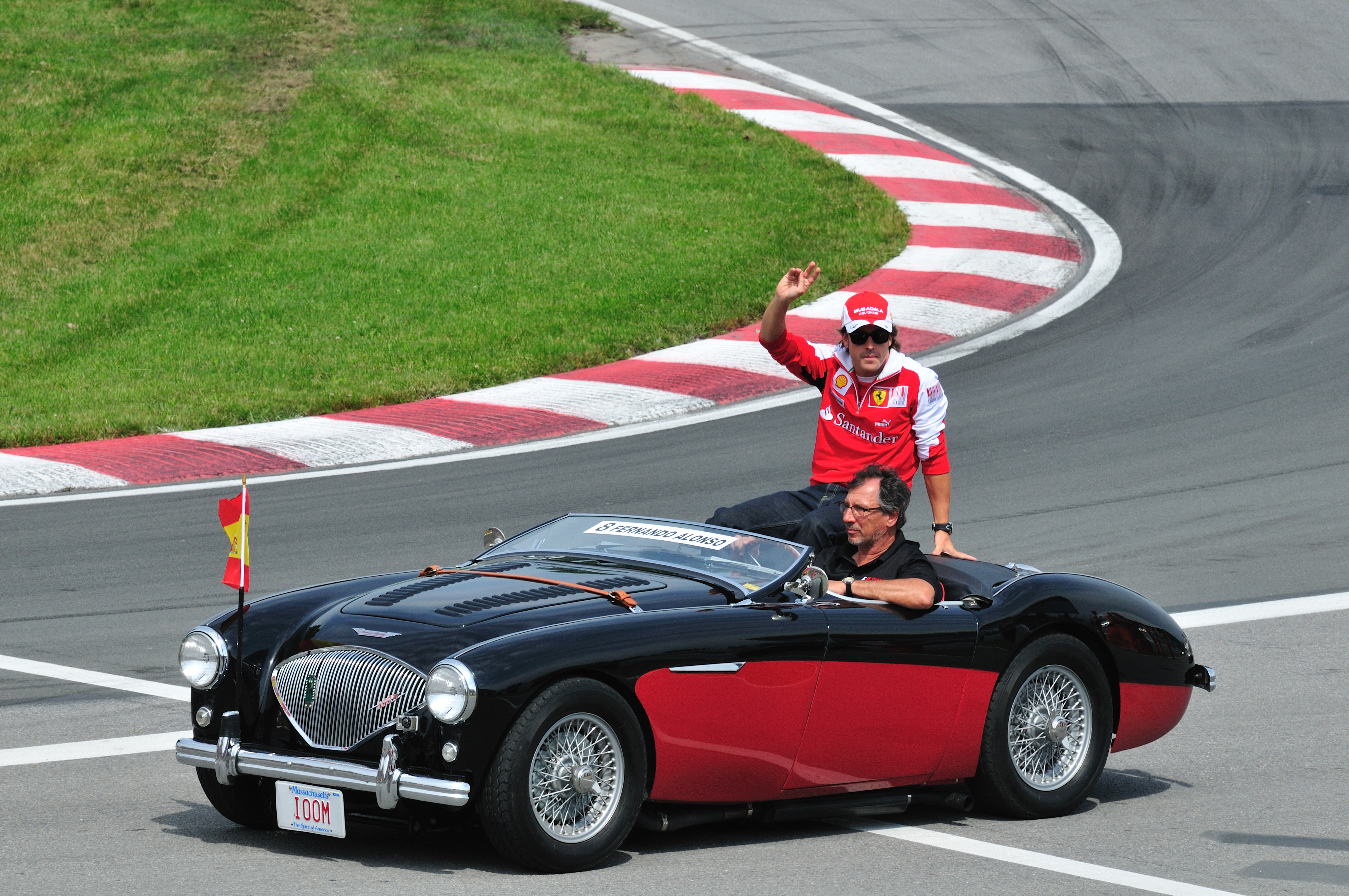
Fernando Alonso autóversenyző egy Austin-Healey-ben
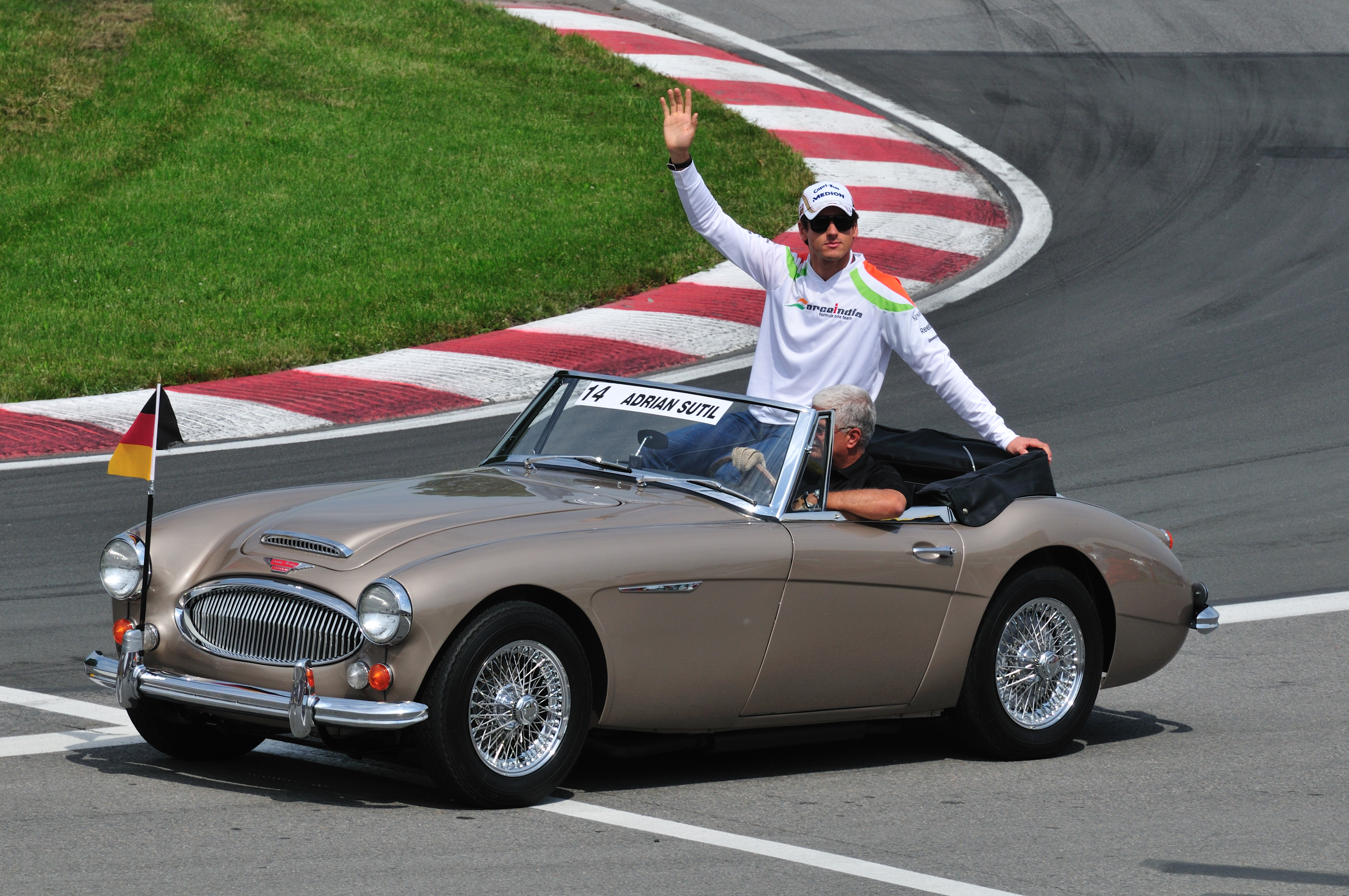
Adrian Sutil autóversenyző egy Austin-Healey-ben
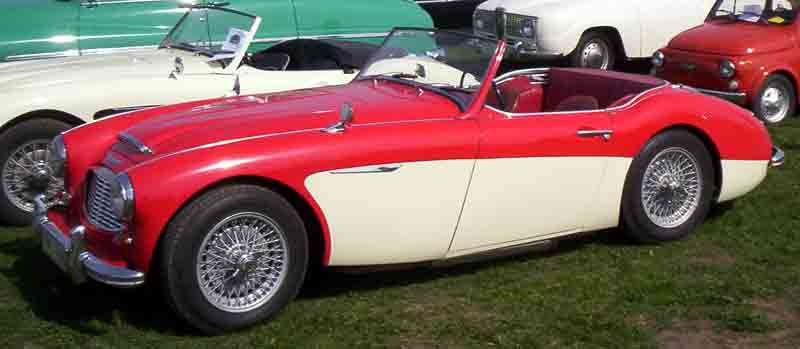
Kétüléses Austin-Healey